# Konik
Konik je nejčistší potomek lesního tarpana. V Polsku se lesní tarpan vyskytoval nejdéle a dochovalo se zde plemeno jemu nejpodobnější. V současné době se Poláci[kdo?] snaží o co možná nejlepší rekonstrukci tarpana. Konik má většinu znaků tarpana, ale nemá stojatou hřívu. Konici jsou velmi ochotní a pracovití, na svou výšku také dost silní. Může sloužit i jako jezdecký pony pro děti. Konik má primitivní rysy, krátký, mohutný krk, krátké, ale pevné nohy s kvalitními kopyty, krátký hřbet a kulatou záď. Původně byl konik pracovním plemenem.